# Парфёнов, Андрей Валерьевич
Андрей Валерьевич Парфёнов (род. 28 февраля 1971, Москва) — российский хоккейный тренер.

## Биография
До 2003 года работал с командой ЦСКА 1986 года рождения. С сезона 2002/03 — тренер в команде «ЦСКА-2», в январе 2006 года сменил Илью Бякина на посту главного тренера. В сезоне 2009/10 — главный тренер команды МХЛ «ЦСКА-Красная армия» и юниорской сборной России U16. В сезоне 2010/11 — главный тренер команды чемпионата Белоруссии «Химик-СКА» Новополоцк, главный тренер сборной России, победившей на хоккейном турнире Европейского юношеского Олимпийского фестиваля и тренер в сборной России, завоевавшей бронзовые медали на чемпионате мира среди юниорских команд.
В сезоне 2011/12 — тренер в команде ВХЛ ХК ВМФ СПб и главный тренер сборной России на чемпионате мира среди юниорских команд 2012.
В 2012—2018 годах работал тренером в польских клубах и юниорской и молодёжной сборных. В сборной работал по приглашению Игоря Захаркина. В 2012 году вывел молодёжную сборную в группу А Дивизиона I.
С 12 октября 2018 года до конца сезона — главный тренер китайского клуба МХЛ «КРС Хэйлунцзян». В сезоне 2019/20 — тренер в команде ВХЛ «СКА-Нева».
С ноября 2020 года до конца сезона — главный тренер польского клуба «Катовице». С сезона 2021/22 — главный тренер словацкого клуба «Гуменне».